# 2022年冬季残疾人奥林匹克运动会波斯尼亚和黑塞哥维那代表团
2022年冬季残疾人奥林匹克运动会波斯尼亚和黑塞哥维那代表团是波斯尼亚和黑塞哥维那派出的2022年冬季残疾人奥林匹克运动会代表团。未获得奖牌。